# Asarum nanchuanense
Asarum nanchuanense C.S.Yang & J.L.Wu – gatunek rośliny z rodziny kokornakowatych (Aristolochiaceae Juss.). Występuje naturalnie w środkowych Chinach – w prowincji Syczuan. 

## Morfologia
PokrójBylina z pionowymi kłączami o średnicy 3–4 mm.
LiściePojedyncze, mają kształt od owalnie sercowatego do sercowatego. Mierzą 7–7,5 cm długości oraz 6–8,5 cm szerokości. Są ciemnozielone z jasnozielonymi plamkami, do spodu mniej lub bardziej pokryte purpurowymi włoskami. Blaszka liściowa jest o sercowatej nasadzie i ostrym wierzchołku. Ogonek liściowy jest nagi i dorasta do 2,5–7,5 cm długości.
KwiatySą promieniste, obupłciowe, pojedyncze. Okwiat ma dzbankowato okrągły kształt z nieco zwężonym wierzchołkiem i purpurową barwę, dorasta do 3–4 cm długości oraz 2,5–3 cm szerokości. Listki okwiatu mają owalny kształt. Zalążnia jest niemal dolna z wolnymi słupkami.

## Biologia i ekologia
Rośnie w zaroślach oraz na terenach skalistych. Kwitnie w maju.